# Pot Deux
Le pot Deux est le plus grand puits des Alpes Françaises (319m) et le deuxième de France. Il est situé sur le Purgatoire inclus dans la réserve naturelle nationale des hauts plateaux du Vercors sur le Vercors, en Isère. En 1968, donné pour -337 m, ce gouffre est connu pour avoir la plus grande verticale mondiale.

## Explorations

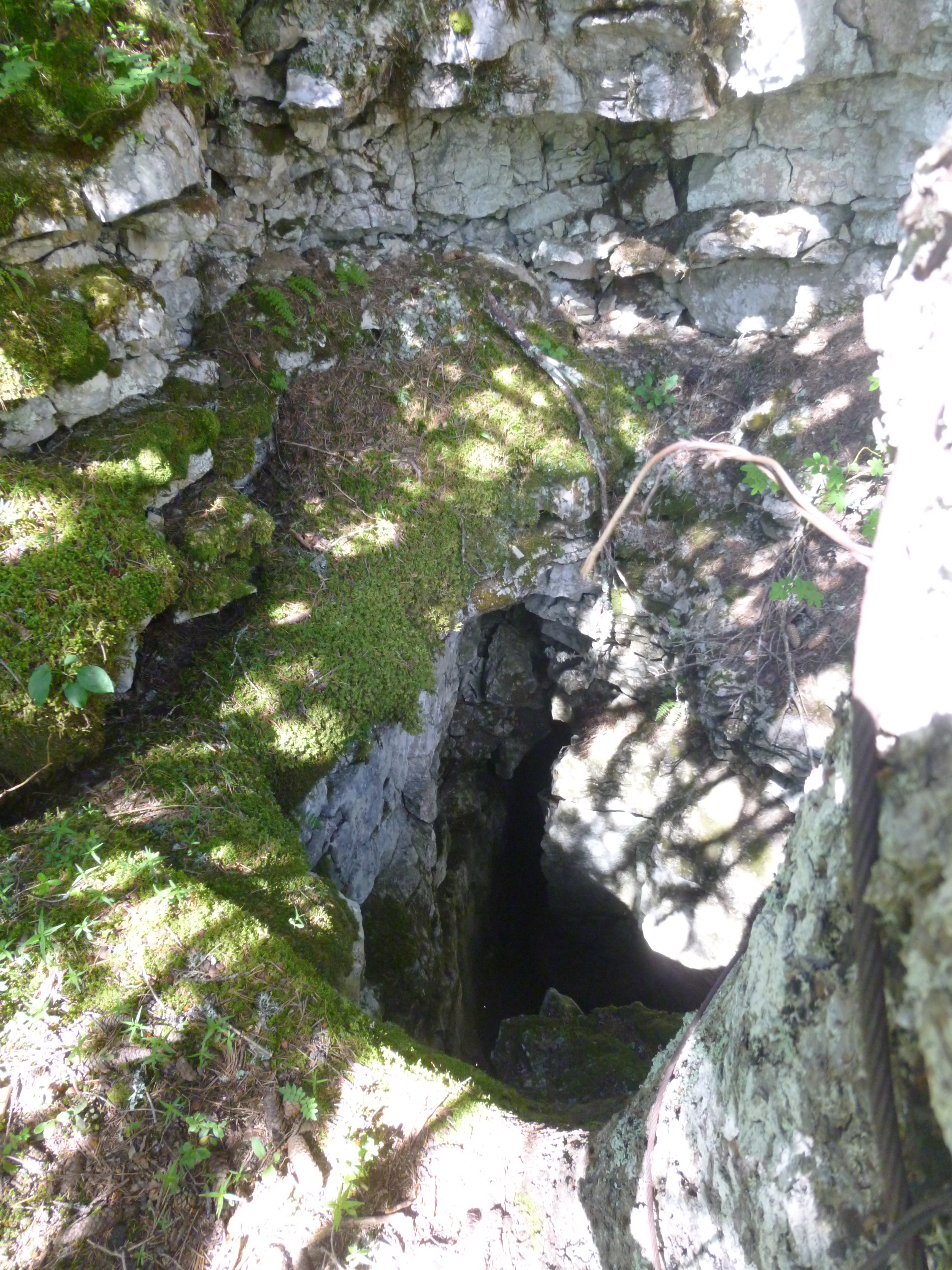
Puits de 12 m précédant la grande verticale.

Découvert le 10 juillet 1968 par des spéléologues de l'Association Spéléo du Vercors (ASV) de Villard-de-Lans, le puits est vu sur 30 mètres de profondeur par Régis Piccavet alors âgé de quatorze ans. Daniel Bertrand (28 ans) descend aux échelles jusqu'à - 150 m le 11 juillet. Le lendemain Jean-Marie Burlet, âgé de quinze ans, pendu à un treuil est descendu sur 270 m. Le 13 juillet il atteint le fond, assuré par un second treuil.

## Description
Le gouffre débute par deux petits puits de 12 et 4 mètres. Une margelle précède le puits de 303 mètres. Il a un diamètre de 2 à 4 m puis, à la suite de l'arrivée d'un puits adjacent, le gouffre prend de l'ampleur (8x16 m). A -214 m une niche confortable donne sur la dernière partie du puits plus petite. Le fond caillouteux a une section de 14x4 m,.

## Géologie
Le gouffre, creusé sur une fracture ESE-WNW, traverse presque complètement les calcaires urgonien sur plus de 300 mètres. Le pendage est faible vers l'ouest.